# Anticipating
"Anticipating" é uma canção gravada pela cantora e compositora norte-americana Britney Spears para o seu terceiro álbum de estúdio, Britney (2001). Composta pela artista com os colaboradores Brian Kierulf e Josh Schwartz, foi lançada exclusivamente em território francês a 25 de junho de 2002 através da Jive Records, servindo como o quarto single do projeto. A canção, cujo tema é sobre amizade e companheirismo entre mulheres, deriva musicalmente do dance-pop e disco com influência do R&B contemporâneo. A obra recebeu análises geralmente positivas de críticos musicais, os quais prezoaram sua composição e compararam-na com canções da década de 1980.
Comercialmente, a composição obteve um desempenho comercial baixo, atingindo a 38ª posição da tabela musical oficial de canções da França. A fim de promovê-la, o tema foi apresentado ao vivo por várias vezes pela cantora na turnê Dream Within a Dream Tour (2001—02). Nos concertos, Spears usava uma saia jeans. O videoclipe correspondente foi dirigido por Marty Callner, e consiste em uma apresentação de Live from Las Vegas. Além disso, foi utilizada no comercial televisivo da Toyota Vios onde a intérprete também aparece.

## Antecedentes e lançamento
Durante a turnê Oops!... I Did It Again Tour (2000), Spears revelou sentir-se inspirada por musicistas do gênero hip hop como Jay-Z e The Neptunes, querendo fazer um disco com uma sonoridade mais funk. Em fevereiro de 2001, a cantora firmou um acordo milionário com a Pepsi e lançou o livro A Mother's Gift, o segundo co-escrito com a sua mãe, Lynne Spears. No mesmo mês, começou a gravar canções para o seu terceiro álbum de estúdio, Britney, lançado em novembro do mesmo ano. Em seu lançamento foi informado no website da cantora que "'Anticipating' é um hino girl power e prova que Britney é, cada vez mais, uma causa a ser reconhecida". Durante uma entrevista com o tabloide Daily Record, Spears afirmou: "É apenas mais uma canção divertida que eu compus. É como estar dançando com suas amigas. Também tem muita sensação dos anos setenta".
Em 25 de junho de 2002, a Jive Records, gravadora da artista, lançou "Anticipating" como quarto single do álbum na França. Posteriormente foi comercializado um conjunto de sete remixes da obra em disco de vinil no país.

## Estrutura musical e conteúdo
|                                                    | "Anticipating" Demonstração de 21 segundos de "Anticipating", uma canção com influências de música disco e dance pop. |
| Problemas para escutar este arquivo? Veja a ajuda. | |

Com duração de três minutos e dezesseis segundos (3:16), "Anticipating" é uma faixa dance-pop composta por Spears em conjunto com Josh Schwartz e Brian Kierulf, com quem a artista trabalhou em grande parte de Britney. As sessões de gravação para o tema decorreram nos estúdios Rusk Sound em Los Angeles, Califórnia; DOJO em Jackson, Nova Jérsei; Sound on Sound e Battery na Cidade de Nova Iorque. A mixagem ficou por conta de Stephen George, que também trabalhou no estúdio Battery, enquanto a programação era manejada por Kierulf. O seu conteúdo lírico é sobre amizade e companheirismo entre mulheres. Corey Moss, para o canal de televisão MTV, descreveu o tema como uma "sonoridade disco da década de 1970". Fazendo uma resenha sobre o álbum para o periódico Newsday, Glenn Gamboa comparou a obra com "All for You" (2001), música de autoria de Janet Jackson, afirmando: "[a canção] é agradável e evoca ao estilo musical do R&B contemporâneo.
De acordo com a partitura publicada no Musicnotes.com pela Universal Music Publishing Group, "Anticipating" é definida no compasso de tempo comum com 112 batidas por minuto. A canção foi escrita na tonalidade de fá maior, com a voz da intérprete abrangendo os tons de Fá3 à Lá M4. Seguindo uma sequência básica de Dó M♯9—Dó M—Ré m7—Dó M♯9 em sua progressão harmônica.

## Recepção crítica
Em geral, "Anticipating" foi recebida com opiniões positivas pelos críticos especialistas em música contemporânea, com alguns apontando-a como o destaque de Britney, inclusive Jane Stevenson, jornalista do portal canadense Jam!. Nikki Tranker, escrevendo para o blogue PopMatters, achou que o tema "oferece algo um pouco diferente aos fãs de Britney, como um estilo musical dos anos 70". Barry Walters, para a revista Rolling Stone, declarou que a canção é uma "recordação eufórica ao trabalho musical de Rick Astley, onde a intérprete se emociona sem desgastar sua voz". A resenhista Joan Anderman, do The Boston Globe, achou que a faixa é comparável a trabalhos de Madonna, em particular com "Holiday". David Browne, ao Entertainment Weekly, comentou que, juntamente com "Bombastic Love", "Anticipating" conta com o "mesmo método fraco". Enquanto, Catherine Halaby, para o Yale Daily News, descreveu a canção como uma "balada de música disco encantadora e divertida".
Segundo uma lista publicada pela Rolling Stone, "Anticipating" é a centésima sétima melhor canção de Britney Spears. De acordo com uma outra lista publicada por Dan Weiss, da Billboard, o tema é o oitavo melhor da artista que não teve um lançamento individual.

## Divulgação
"Anticipating" foi maioritariamente interpretada pela artista ao longo da turnê mundial Dream Within a Dream Tour (2001—02), tendo sido inclusa no repertório como a vigésima primeira faixa, com suas interpretações decorrendo após "Don't Let Me Be the Last to Know" e antes de "I'm a Slave 4 U". Nas apresentações, era exibido um curto vídeo onde Spears conversa com seus dançarinos e em seguida ela aparece no palco vestida em uma saia jeans. O cenário é constituído por objetos semelhantes aos de um livro para colorir. Fazendo uma resenha sobre o concerto na cidade de Columbus, Ohio, para o MTV News, Shaheem Reid escreveu: "Britney deve ter-se esquecido que o regresso da música disco era algo recente, visto que ela continuava encorajando o público a cantar o refrão [...] Embora todos aplaudissem e cantassem ao tema, Britney teve que cantar um pouco mais alto". O videoclipe dirigido por Marty Callner consiste na apresentação da faixa do álbum ao vivo Live from Las Vegas, também foram adicionados alguns efeitos especiais. Em 2002, "Anticipating" foi usada pela Toyota em um comercial para países da Ásia-Pacífico em divulgação ao automóvel Vios.

## Alinhamento de faixas
| - CD single 1. "Anticipating" — 3:16 2. "I'm Not a Girl, Not Yet a Woman" (Metro remix) — 5:25 3. "Overprotected" (Darkchild remix) — 3:20 | - Disco de vinil de remixes — França 1. "Anticipating" (remix by Alan Braxe) — 4:07 2. "Anticipating" (remix by Alan Braxe) — 1:27 3. "Anticipating" (Antoine Clamaran club mix) — 6:25 4. "Anticipating" (Antoine Clamaran instru mix) — 6:25 5. "Anticipating" (PK'Chu & RLS' sweet & sour mix) — 5:58 6. "Anticipating" (PK'Chu & RLS' hard & sexy mix) — 5:43 7. "Anticipating" (PK'Chy & RLS' hard & sexy dub mix) — 5:43 |

## Créditos
Lista-se abaixo os profissionais envolvidos na elaboração de "Anticipating", de acordo com o encarte do álbum Britney (2001):
Locais de gravação
| - Gravada no estúdio Rusk Sound em Los Angeles, Califórnia; - Gravada no estúdio DOJO em Jackson, Nova Jérsei; | - Gravada no estúdio Sound on Sound em Nova Iorque; - Gravada no estúdio Battery em Nova Iorque; - Mixada no estúdio Battery em Nova Iorque. |

Equipe
| - Britney Spears: vocalista principal, composição, piano - Brian Kierulf: produção, baixo, guitarra, programação - Josh Schwartz: composição, produção - Jennifer Karr: vocais de apoio - Stephen George: mixagem | - Nile Rodgers: guitarra - Aaron Kaplan: engenharia - Rich Tapper: engenharia - Jill Tengan: engenharia - Charles McCrorey: engenharia |

## Desempenho comercial
Tendo sido lançada como um single apenas em território francês, "Anticipating" estreou na quadragésima sexta posição, em 26 de julho de 2002, na tabela musical oficial de canções do país. Na semana seguinte saltou oito posições, passando um total de treze semanas na tabela.